# Elena Azpelicueta Román
Elena Azpelicueta Román (Barcelona, 25 de desembre de 1930) és una exnedadora catalana.
Competí amb el Club Natació Barcelona entre 1946 i 1955. Especialista en les proves de crol, braça i papallona, aconseguí setze campionats de Catalunya, destacant cinc títols consecutius en 200 m braça (1949-53). A nivell estatal, es proclamà campiona d'Espanya en setze ocasions. També guanyà la Copa Nadal de 1947 i la travessia al Port de Barcelona de 1952 i establí diverses plusmarques nacionals en 100 m i 200 m papallona així com en les proves de relleu. Entre d'altres reconeixements, el 1955 fou guardonada amb la placa d’honor de la Federació Espanyola de Natació i amb la medalla de plata al mèrit esportiu de la ciutat de Barcelona.

## Palmarès
- 16 campionats de Catalunya de natació

- 2 en 100 m lliures (1946, 1947)
- 2 en 400 m lliures (1946, 1947)
- 5 en 200 m braça (1949, 1950, 1951, 1952, 1953)
- 3 en 100 m papallona (1950, 1951, 1952)
- 1 en 3x100 m estils (1952)
- 3 en 4x100 m estils (1953, 1954, 1955)

- 16 campionats d'Espanya de natació

- 1 en 100 m lliures (1947)
- 3 en 400 m lliures (1946, 1947, 1949)
- 3 en 200 m braça (1950, 1951, 1952)
- 3 en 100 m papallona (1953, 1954, 1955)
- 1 en 4x100 m estils (1955)
- 5 en 4x100 m lliures (1946, 1947, 1948, 1949, 1950)